# Astomiopsis kieneri
Astomiopsis kieneri là một loài rêu trong họ Ditrichaceae. Loài này được E.B. Bartram Delgad. & see Cárdenas Soriano, María de los Angeles mô tả khoa học đầu tiên năm 1984.